# Gemeinde Ivančna Gorica
Die Gemeinde Ivančna Gorica (Slowenisch: Občina Ivančna Gorica) ist eine Gemeinde in der historischen Landschaft Dolenjska (Region Osrednjeslovenska) in Slowenien. Hauptort und Gemeindezentrum ist die Ortschaft Ivančna Gorica.
Die Gesamtgemeinde liegt 32 km von Ljubljana entfernt.
Sehenswert ist  das Zisterzienserkloster Sittich (slow.: Stična). Es ist das älteste Kloster von Slowenien und wurde 1136 von Peregrin, dem Patriarchen von Aquileia gegründet. Ebenso sehenswert ist die Höhle Krška jama (deutsch Gurkhöhle). Dort entspringt der Fluss Krka (deutsch Krainer Gurk).

## Ortschaften und Siedlungen der Gemeinde
Die Gemeinde besteht aus folgenden Ortschaften und Siedlungen:
| - Ambrus (dt.: Sankt Ambros) - Artiža vas (dt.: Hartwigsdorf) - Bakrc (dt.: Pakerz) - Boga vas (dt.: Gottsdorf) - Bojanji Vrh (dt.: Schellenberg in der Krain) - Bratnice (dt.: Bratnitz) - Breg pri Dobu (dt.: Rann bei Eich) - Breg pri Temenici (dt.: Sankt Magarethen in der Unterkrain) - Breg pri Zagradcu (dt.: Preg in der Krain) - Brezovi Dol (dt.: Birkenthal) - Bukovica (dt.: Bukowitz) - Debeče (dt.: Döbetsche) - Dedni Dol (dt.: Dietmannstal) - Dečja vas pri Zagradcu (dt.: Detschdorf) - Dob pri Šentvidu (dt.: Aich in der Unterkrain) - Dobrava pri Stični (dt.: Hart bei Sittich) - Dolenja vas pri Temenici (dt.: Niederdorf bei Themnitz) - Čagošče (dt.: Tschagosche) - Češnjice pri Zagradcu (dt.: Kerschdorf bei Rochersberg) - Fužina (dt.: Hammer in der Unterkrain) - Gabrje pri Stični (dt.: Hagebuch in der Unterkrain) - Gabrovčec (dt.: Gabrowschitz) - Gabrovka pri Zagradcu (dt.: Rabenthal bei Rochersberg) - Glogovica (dt.: Glowitz) - Gorenja vas (dt.: Obersdorf) - Gorenje Brezovo (dt.: Oberbressau) - Gradiček (dt.: Gradischka in der Krain) - Grintovec (dt.: Grintowitz bei Johannsbüchel) - Griže (dt.: Greischach) - Grm (dt.: Germ) - Hrastov Dol (dt.: Eichental) - Ivančna Gorica (dt.: Johannsbüchel) - Kal (dt.: Kaal in der Unterkrain) - Kamni Vrh pri Ambrusu (dt.: Steinberg bei Sankt Ambros) - Kamno Brdo (dt.: Steinberg bei Johannsbüchel) - Kitni Vrh (dt.: Küttenberg in der Unterkrain) - Kriška vas (dt.: Kreutzdorf bei Johannsbüchel) - Krka (dt.: Obergurk) - Krška vas (dt.: Gurkdorf) - Kuželjevec (dt.: Kaschellowetz) - Laze nad Krko (dt.: Lase ob Obergurk) - Leskovec (dt.: Leskouz bei Johannsbüchel) - Leščevje (dt.: Leschuje) - Lučarjev Kal (dt.: Reitenburg) - Mala Dobrava (dt.: Klein Dobrawa) - Mala Goričica (dt.: Kleinbergel) - Male Dole pri Temenici (dt.: Kleindullach bei Themnitz) - Male Češnjice (dt.: Kleintscheschenze) - Male Kompolje (dt.: Klein Gampole) - Male Lese (dt.: Klein Lees) - Male Pece (dt.: Kleinpetze) - Male Rebrce (dt.: Kleinreberze) - Male Vrhe (dt.: Klein Verche) - Mali Kal (dt.: Klein Kaal) - Mali Korinj (dt.: Klein Korein) - Malo Črnelo (dt.: Klein Tschernel) - Malo Globoko (dt.: Kleingloboko) - Malo Hudo (dt.: Bösendorf in der Unterkrain) - Marinča vas (dt.: Marintschendorf) - Mekinje nad Stično (dt.: Mekine bei Sittich) - Metnaj (dt.: Metnai) - Mevce (dt.: Milzberg) - Mleščevo (dt.: Zemlassen) - Mrzlo Polje (dt.: Kaltenfeld in der Unterkrain) - Muljava (dt.: Mullau in der Unterkrain) - Nova vas (dt.: Neudorf) - Obolno (dt.: Obelnau) - Oslica (dt.: Elsberg) - Osredek nad Stično (dt.: Reuss bei Sittich) - Petrušnja vas (dt.: Petruschendorf) - Peščenik (dt.: Sandberg) - Planina (dt.: Plania in der Unterkrain) | - Podboršt - Podbukovje (dt.: Buchberg bei Johannsbüchel) - Podsmreka pri Višnji Gori (dt.: Gallenhof) - Pokojnica (dt.: Pokoinza) - Poljane pri Stični (dt.: Pollan bei Sittich) - Polje pri Višnji Gori (dt.: Polle bei Weixelburg) - Potok pri Muljavi (dt.: Bach in der Unterkrain) - Praproče pri Temenici (dt.: Prapörzhof bei Themnitz) - Primča vas (dt.: Primsdorf in der Unterkrain) - Pristava nad Stično (dt.: Weineck bei Sittich) - Pristava pri Višnji Gori (dt.: Weineck bei Weixelburg) - Pristavlja vas (dt.: Pristaulendorf) - Pungert (dt.: Baumgarten bei Johannsbüchel) - Pusti Javor (dt.: Ödenahorn) - Radanja vas (dt.: Radeindorf) - Radohova vas (dt.: Rodockendorf) - Ravni Dol (dt.: Raundoll) - Rdeči Kal (dt.: Rothenkaal) - Sad (dt.: Sad) - Sela pri Dobu (dt.: Siegersdorf) - Sela pri Sobračah (dt.: Sellen) - Sela pri Višnji Gori (dt.: Dörflein bei Weixelberg) - Selo pri Radohovi Vasi (dt.: Sellen bei Radockendorf) - Sobrače (dt.: Sobratsch) - Spodnja Draga (dt.: Unter Meinholm) - Spodnje Brezovo (dt.: Unterbressau) - Stari trg (dt.: Altenmarkt) - Stična (dt.: Sittich) - Stranska vas ob Višnjici (dt.: Seitendorf an der Weixel) - Sušica (dt.: Lichtenfeld) - Šentjurje (dt.: Sankt Georgen bei Johannsbüchel) - Šentpavel na Dolenjskem (dt.: Sankt Paul in der Unterkrain) - Šentvid pri Stični (dt.: Sankt Veit bei Sittich) - Škoflje (dt.: Skofle) - Škrjanče (dt.: Schkeriantsche) - Temenica (dt.: Themnitz) - Tolčane (dt.: Toltzenach) - Trebež (dt.: Gereuth) - Trebnja Gorica (dt.: Dreschenbüchel) - Trnovica (dt.: Ternowetz) - Valična vas (dt.: Walitschendorf) - Velika Dobrava (dt.: Groß Dobrawa) - Velike Dole pri Temenici (dt.: Großdullach bei Themnitz) - Velike Češnjice (dt.: Großkerschdorf) - Velike Kompolje (dt.: Groß Gampole) - Velike Lese (dt.: Groß Lees) - Velike Pece (dt.: Großpetze) - Velike Rebrce (dt.: Großreberze) - Velike Vrhe (dt.: Großberg) - Veliki Kal (dt.: Groß Kaal) - Veliki Korinj (dt.: Großwurz) - Veliko Črnelo (dt.: Groß Tschernel) - Veliko Globoko (dt.: Großglobach) - Videm pri Temenici (dt.: Widem bei Themnitz) - Vir pri Stični (dt.: Vier bei Sittich) - Stadt Višnja Gora (dt.: Weixelburg) - Višnje (dt.: Weixelbach in der Unterkrain) - Vrh pri Sobračah (dt.: Berg) - Vrh pri Višnji Gori (dt.: Greiffenberg bei Weixelberg) - Vrhpolje pri Šentvidu (dt.: Oberfeld bei Sankt Veit) - Zaboršt pri Šentvidu (dt.: Unterforst bei Sankt Veit) - Zagradec (dt.: Rochersberg) - Zavrtače (dt.: Sauertatsche) - Zgornja Draga (dt.: Obermeinholm) - Znojile pri Krki (dt.: Snoigel in der Unterkrain) |

## Nachbargemeinden
| Ljubljana             | Šmartno pri Litiji                          | Šmartno pri Litiji |
| Grosuplje, Dobrepolje | Kompassrose, die auf Nachbargemeinden zeigt | Trebnje, Žužemberk |
| Dobrepolje            | Dobrepolje, Žužemberk                       | Žužemberk          |